# Суслово (Бірський район)
Су́слово (рос. Суслово, башк. Суслово) — село у складі Бірського району Башкортостану, Росія. Адміністративний центр Сусловської сільської ради.
Населення — 647 осіб (2010; 556 у 2002).
Національний склад:
- росіяни — 54 %